# Lan Giới
Lan Giới là một xã thuộc huyện Tân Yên, tỉnh Bắc Giang, Việt Nam.
Xã Lan Giới có diện tích 5,62 km², dân số năm 1999 là 3486 người, mật độ dân số đạt 620 người/km².